# George Tupou V
George Tupou V (in tongano: Siaosi Tupou, nome completo: Siaosi Tāufa'āhau Manumataongo Tuku'aho Tupou) (Nukuʻalofa, 4 maggio 1948 – Hong Kong, 18 marzo 2012) è stato re delle Tonga dall'11 settembre 2006 fino alla sua morte.

## Biografia
Era figlio del re Tāufa'āhau Tupou IV, deceduto nel 2006.
Tupou V ha avuto una grande influenza sulla politica di Tonga, essendo stato ministro degli Affari esteri dal 1979 al 1998.
È stato co-presidente con George Chen - console onorario di Tonga ad Hong Kong - del Shoreline Group/Tonfön. Tupou V non era sposato e non ha avuto figli legittimi, ma sola una figlia nata fuori dal matrimonio, che non ha potuto succedergli sul trono.
L'11 settembre 2006, dopo la morte del padre, divenne re di Tonga.
George Tupou V per molto tempo è stato accusato dalla nobiltà del paese d'essere troppo "occidentalista" e di non rispettare i costumi tradizionali del regno.
È stato educato in Nuova Zelanda, in Svizzera e nel Regno Unito, ed è anche per questo motivo che Tupou V è stato molto aperto al mondo occidentale.
Il sovrano è morto improvvisamente a Hong Kong il 18 marzo 2012, alle 15:15, di leucemia. Gli è succeduto il fratello, il principe 'Aho'eitu 'Unuaki'otonga Tuku'aho, che ha stabilito un periodo di lutto che si è protratto dal 18 marzo al 18 giugno.

## I viaggi in Italia
- Nell'agosto del 2009 volle fare un viaggio nella provincia di Treviso, in Italia, perché durante i festeggiamenti per la sua incoronazione si era innamorato dei vini della Marca Trevigiana, tra cui il prosecco.
  - Durante il suo soggiorno fu ospite degli impianti sportivi della Ghirada, a Treviso, dove ricevette una medaglia dalla Benetton Rugby in onore alla sua passione per questo sport.
  - Visitò anche Venezia e Mogliano Veneto, dove fu ospite ad una cena organizzata in suo onore dal sindaco.
- Il 24 febbraio 2012 venne ricevuto in udienza da Benedetto XVI[2][3].

## Albero genealogico
|                             |                                   |                                    | Genitori                                |  |  | Nonni |  |  | Bisnonni        |  |  | Trisnonni                 |  |
|                             |                                   |                                    |                                         |  |  |       |  |  | Siaosi Tukuʻaho |  |  | Viliami Tungī Halatuituia |  |
|                             |                                   |                                    |                                         |  |  |       |  |  | Siaosi Tukuʻaho |  |  | Viliami Tungī Halatuituia |  |
|                             |                                   | ʻAnaseini Tupou Veihola            |                                         |  |  |       |  |  | Siaosi Tukuʻaho |  |  |                           |  |
| Viliami Tungī Mailefihi     |                                   |                                    |                                         |  |  |       |  |  | Siaosi Tukuʻaho |  |  |                           |  |
|                             |                                   | Mele Siuʻilikutapu                 | Sūnia Mafileʻo                          |  |  |       |  |  |                 |  |  |                           |  |
|                             |                                   | Mele Siuʻilikutapu                 | Sūnia Mafileʻo                          |  |  |       |  |  |                 |  |  |                           |  |
|                             |                                   | Mele Siuʻilikutapu                 | Fane Tupou Vavaʻu                       |  |  |       |  |  |                 |  |  |                           |  |
| Tupou IV di Tonga           |                                   | Mele Siuʻilikutapu                 |                                         |  |  |       |  |  |                 |  |  |                           |  |
|                             |                                   | Giorgio Tupou II di Tonga          | Principe Siaosi Fatafehi Toutaitokotaha |  |  |       |  |  |                 |  |  |                           |  |
|                             |                                   | Giorgio Tupou II di Tonga          | Principe Siaosi Fatafehi Toutaitokotaha |  |  |       |  |  |                 |  |  |                           |  |
|                             |                                   | Giorgio Tupou II di Tonga          | ʻElisiva Fusipala Taukiʻonetuku         |  |  |       |  |  |                 |  |  |                           |  |
| Sālote Tupou III di Tonga   |                                   | Giorgio Tupou II di Tonga          |                                         |  |  |       |  |  |                 |  |  |                           |  |
|                             |                                   | Lavinia Veiongo Fotu               | ʻAsipeli Kupuavanua Fotu                |  |  |       |  |  |                 |  |  |                           |  |
|                             |                                   | Lavinia Veiongo Fotu               | ʻAsipeli Kupuavanua Fotu                |  |  |       |  |  |                 |  |  |                           |  |
|                             |                                   | Lavinia Veiongo Fotu               | Tōkanga Fuifuilupe                      |  |  |       |  |  |                 |  |  |                           |  |
| George Tupou V di Tonga     |                                   | Lavinia Veiongo Fotu               |                                         |  |  |       |  |  |                 |  |  |                           |  |
|                             | Salomone Piutau ʻOtukolo ʻAhomeʻe | Taniela ʻOtukolo ʻAhomeʻe          |                                         |  |  |       |  |  |                 |  |  |                           |  |
|                             | Salomone Piutau ʻOtukolo ʻAhomeʻe | Taniela ʻOtukolo ʻAhomeʻe          |                                         |  |  |       |  |  |                 |  |  |                           |  |
|                             | Salomone Piutau ʻOtukolo ʻAhomeʻe | Siulolovau Vaea                    |                                         |  |  |       |  |  |                 |  |  |                           |  |
| Tēvita Manuopangai ʻAhomeʻe | Salomone Piutau ʻOtukolo ʻAhomeʻe |                                    |                                         |  |  |       |  |  |                 |  |  |                           |  |
|                             |                                   | ʻAmelia Moʻungaʻaelangi Maealiuaki | Viliami Maealiuaki Mafileʻo             |  |  |       |  |  |                 |  |  |                           |  |
|                             |                                   | ʻAmelia Moʻungaʻaelangi Maealiuaki | Viliami Maealiuaki Mafileʻo             |  |  |       |  |  |                 |  |  |                           |  |
|                             |                                   | ʻAmelia Moʻungaʻaelangi Maealiuaki | Maʻata Peleki                           |  |  |       |  |  |                 |  |  |                           |  |
| Halaevalu Mata'Aho 'Ahome'e |                                   | ʻAmelia Moʻungaʻaelangi Maealiuaki |                                         |  |  |       |  |  |                 |  |  |                           |  |
|                             |                                   | Fotu ʻa Falefā Veikune             | Siosāteki Tonga Veikune                 |  |  |       |  |  |                 |  |  |                           |  |
|                             |                                   | Fotu ʻa Falefā Veikune             | Siosāteki Tonga Veikune                 |  |  |       |  |  |                 |  |  |                           |  |
|                             |                                   | Fotu ʻa Falefā Veikune             | ʻAkanesi Tuʻifua                        |  |  |       |  |  |                 |  |  |                           |  |
| Heuʻifanga Veikune          |                                   | Fotu ʻa Falefā Veikune             |                                         |  |  |       |  |  |                 |  |  |                           |  |
|                             |                                   | Vāhoi ʻAtaongo                     | Siale ʻAtaongo                          |  |  |       |  |  |                 |  |  |                           |  |
|                             |                                   | Vāhoi ʻAtaongo                     | Siale ʻAtaongo                          |  |  |       |  |  |                 |  |  |                           |  |
|                             |                                   | Vāhoi ʻAtaongo                     | Tupou Moheofo                           |  |  |       |  |  |                 |  |  |                           |  |
|                             |                                   | Vāhoi ʻAtaongo                     |                                         |  |  |       |  |  |                 |  |  |                           |  |

## Onorificenze

### Onorificenze straniere
Onorificenze dinastiche di ex Case regnanti